# 紀伊清水站
紀伊清水站（日语：／ Kii-Shimizu eki */?）是位於和歌山縣橋本市清水，屬於南海電氣鐵道的高野線車站，車站編號為NK78。本站位於海拔87米（高於橋本站5米）。

## 歷史
- 1925年（大正14年） 
  - 3月15日 - 南海鐵道妻信號所（現已不存在）至學文路之間開設清水站。
  - 3月27日 - 車站改名為紀伊清水站[1]。
- 1944年（昭和19年）6月1日 - 關西急行鐵道與南海鐵道（為南海電氣鐵道的前身）合併，成為近畿日本鐵道的車站。
- 1947年（昭和22年）6月1日 - 近畿日本鐵道的路線被轉讓，成為南海電氣鐵道的車站。
- 2009年（平成21年）2月6日 - 學文路站、九度山站、高野下站、下古澤站、上古澤站、紀伊細川站、紀伊神谷站、極樂橋站、高野山站、紀之川橋樑（日语：紀ノ川橋梁）、丹生川橋樑和鋼索線均指定為近代化產業遺產（日语：近代化産業遺産）（高野山參詣相關遺產）。
- 2010年（平成22年）4月1日 - 成為無人車站。

## 車站構造
本站是地面車站，設有2面2線的相對式月台。月台可容納4卡2門車廂。此站的站房位於難波方向月台靠近高野山站一方。兩月台之間設有站內平交道連接。
當初本站附近原計劃設置車廠，但最後沒有實現，改為在御幸辻站至橋本站之間的小原田信號所處設置小原田檢車區。

### 月台
| 月台 | 路線   | 上下行 | 方向           |
| ---- | ------ | ------ | -------------- |
| 1    | 高野線 | 下行   | 高野山方向     |
| 2    | 高野線 | 上行   | 橋本、難波方向 |

※上述月台編號參考自月台上的標記。在智能手機應用程式「南海App」中，下行月台為1號月台，上行月台為2號月台。車站大樓側為2號月台。

## 利用狀況
在2019年（令和元年）度，1日平均上下車人次為251人。在南海車站（100站）中排名89位。
以下為各年度1日平均上下車人次列表：
| 年度               | 1日平均 上下車人次 | 排名 | 參考資料 |
| ------------------ | ------------------ | ---- | -------- |
| 1985年（昭和60年） | 849                | -    | [ 3 ]    |
| 1990年（平成02年） | 979                | -    | [ 3 ]    |
| 1995年（平成07年） | 964                | -    | [ 3 ]    |
| 2000年（平成12年） | 658                | -    | [ 3 ]    |
| 2001年（平成13年） | 619                | -    | [ 3 ]    |
| 2002年（平成14年） | 608                | -    | [ 3 ]    |
| 2003年（平成15年） | 594                | -    | [ 3 ]    |
| 2004年（平成16年） | 550                | 84位 | [ 3 ]    |
| 2005年（平成17年） | 524                | -    | [ 3 ]    |
| 2006年（平成18年） | 510                | -    | [ 3 ]    |
| 2007年（平成19年） | 485                | -    | [ 3 ]    |
| 2008年（平成20年） | 463                | -    | [ 3 ]    |
| 2009年（平成21年） | 436                | -    | [ 3 ]    |
| 2010年（平成22年） | 425                | -    | [ 3 ]    |
| 2011年（平成23年） | 405                | 87位 | [ 4 ]    |
| 2012年（平成24年） | 387                | 88位 | [ 4 ]    |
| 2013年（平成25年） | 401                | 88位 | [ 4 ]    |
| 2014年（平成26年） | 372                | 88位 | [ 4 ]    |
| 2015年（平成27年） | 340                | 88位 | [ 5 ]    |
| 2016年（平成28年） | 331                | 88位 | [ 6 ]    |
| 2017年（平成29年） | 289                | 88位 | [ 7 ]    |
| 2018年（平成30年） | 271                | 88位 | [ 8 ]    |
| 2019年（令和元年） | 251                | 89位 | [ 9 ]    |

## 車站周邊
車站周邊為幽靜的村落。站前設有一些商店。車站北邊設有宿場町。車站東邊設有橋本市立清水小學、定福寺和三軒茶屋。
車站西南方的西畑地區盛產牛蒡。
曾經此站靠近紀之川一方設有貨物線分支。

## 巴士路線
橋本市社區巴士
- 車站附近設有中路線「紀伊清水站前」巴士站。該路線設有右回和左回，分別有3班。

南海林間巴士
- 在北邊1.2公里處設有橋本營業所。

## 相鄰車站
南海電氣鐵道
 高野線
■観光列車「天空」
通過
■快速急行（只有高野山方向單向）、■急行、■各站停車
橋本（NK77）－紀伊清水（NK78）－學文路（NK79）

## 注腳
1. ↑  「地方鉄道駅名改称」『官報』1925年4月4日（國立國會圖書館數碼化資料）
2. 1 2  ハンドブック南海2018 鉄道事業PDF（日語）
3. 1 2 3 4 5 6 7 8 9 10 11 12 13 14  【南海電鉄各線駅別 1日あたりの乗降客数の推移】｜和歌山県総合交通政策課PDF（日語） - 和歌山縣
4. 1 2 3 4  平成26年度和歌山県公共交通機関等資料集PDF（日語）
5. ↑  平成27年度和歌山県公共交通機関等資料集PDF（日語）
6. ↑  平成28年度和歌山県公共交通機関等資料集PDF（日語）
7. ↑  平成29年度和歌山県公共交通機関等資料集PDF（日語）
8. ↑  平成30年度和歌山県公共交通機関等資料集PDF（日語）
9. ↑  令和元年度和歌山県公共交通機関等資料集PDF（日語）

## 外部連結
- 紀伊清水 - 南海電氣鐵道